# 실험

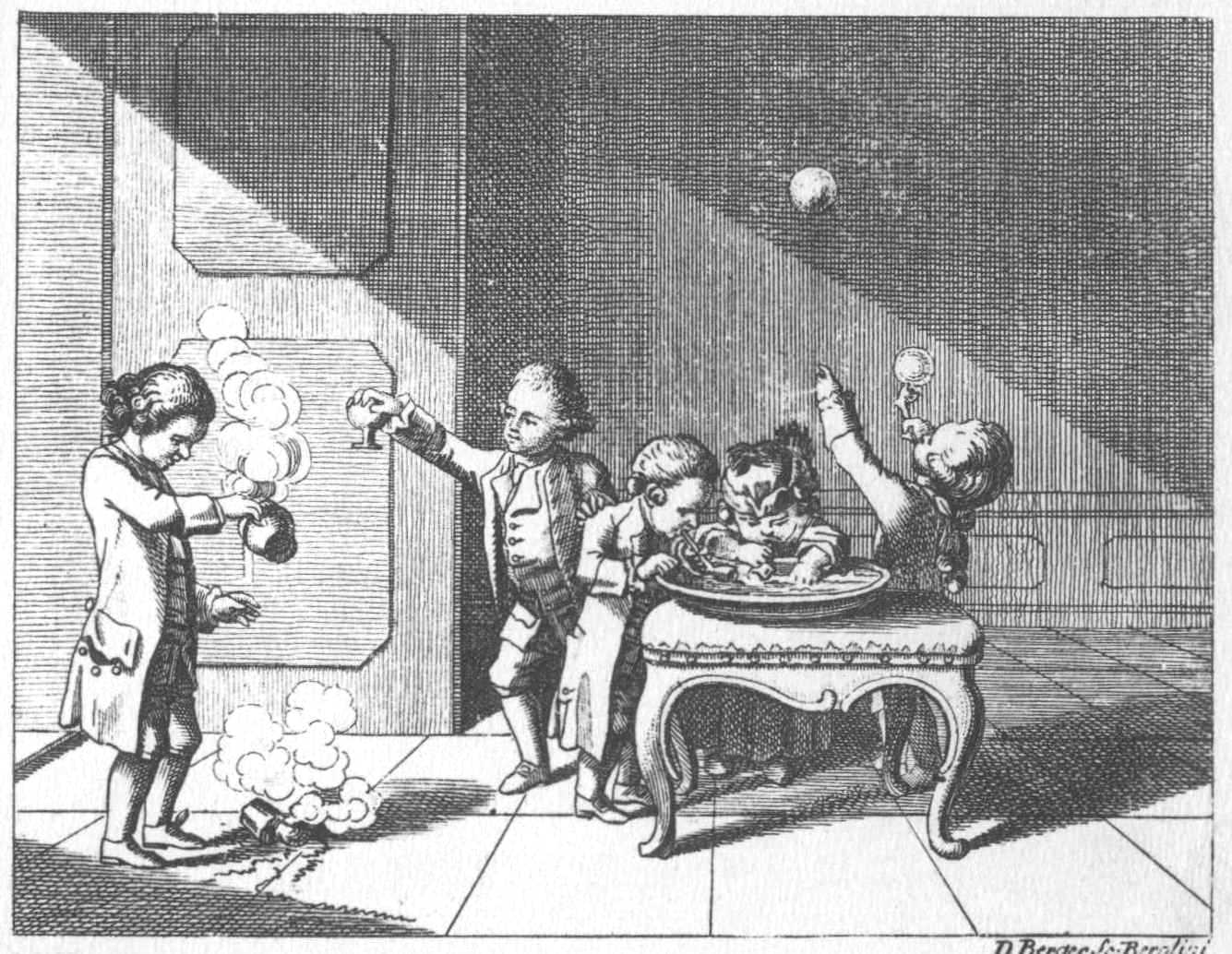

실험(實驗, experiment)은 가설이나 이론이 실제로 들어맞는지를 확인하기 위해 다양한 조건 아래에서 여러 가지 측정을 실시하는 일이다. 지식을 얻기 위한 방법의 하나이다. 실험은 관찰(측정도 포함)과 함께 과학의 기본적인 방법의 하나이다. 다만 관찰이 대상 그 자체를 있는 그대로 알아보는 일이라면, 실험은 어떤 조작을 가해 그에 따라 일어나는 변화를 조사하고 결론을 내는 일이다.

## 개요
실험은 서로 경쟁 관계에 놓인 모델이나 가설들을 비교 대조하는 과학적 방법론의 한 단계이다. 실험은 또한 이미 존재하는 이론이나 새로운 가설들을 뒷받침하거나, 혹은 반증하는 데 쓰인다. 과학적인 의문에 대한 답변을 얻거나 문제에 대한 조사를 하기 위한 목적으로 실험을 설계하고 수행할 수 있다. 첫 번째로는 관찰이 이루어져야 한다. 그에 따라 다음으로 과학적 의문, 혹은 문제가 발생하게 되고. 그 다음에는 가설이 형성된다. 그리고 나서 실험을 수행하여 그 가설을 검증하게 된다. 결과를 분석하고 결론이 나오면, 때때로 이론이 형성되고, 연구 논문을 통해 그 결과가 공유되게 된다. 좋은 실험은 대체로 특정한 가설을 검증하는 실험이다. 그렇지만, 실험은 질문이나 이전 실험의 결과를 테스트할 수도 있다.
실험의 모든 요소를 파악하는 것과 정확한 결과를 얻는 것은 실험 과정 중 가장 중요하다 할 수 있다. 만약 어떤 실험이 신중하게 이루어진다면, 그 실험의 결과는 가설을 뒷받침하거나 혹은 반증할 것이다. 여기서 주목하여야 할 점은 실험은 가설을 단지 뒷받침할 수만 있을 뿐, 절대 "증명"할 수는 없다는 점이다. 하지만 반복되는 실험에서 단 하나의 반례라도 이론이나 가설을 반증할 수 있다. 또한 실험은 반드시 변인-실험의 정확성, 실험의 반복 가능성, 혹은 실험의 해석에 영향을 미칠 수 있는 모든 요인이 정확하게 통제되는 상태에서만 이루어져야 한다. 이러한 실험에 있어서 교란 요인을 통제하는 것은 매우 중요하기 때문에, 연구자들은 가능하면 적절하게 설계된 실험실 실험을 하는 것을 선호하는 편이다.

## 실험의 종류

### 제어 실험
원인과 결과를 설명하는 가설을 증명하기 위하여, 실험은 종종 몇 가지 사실을 보여야만 한다. 예를 들자면, 피실험자 혹은 실험체에 특정한 기작이 가해진 뒤에 현상이 발생하고, 이러한 기작이 가해지지 않으면 현상이 발생하지 않음을 보여야 한다는 것 등이 있을 수 있다.
제어 실험은 실험군의 실험 결과를 대조군의 실험 결과와 비교하는 방식으로 수행된다. 이 때 대조군은 실험을 통해 결과에 영향을 미치는지 판단하고자 하는 단 하나의 조건(자유 변인)만 실험군과 다르고 다른 모든 조건은 실험군과 일치해야 한다(통제 변인). 대표적인 예로는 의약품 개발등이 있을 수 있다. 이 실험에서 개발된 약의 시제품을 처방받는 그룹은 실험군이 되고, 모양만 같은 플라시보 약품을 처방받는 그룹은 대조군이 된다. 실험을 수행할 때에는 실험군과 동일한 방식으로 양성표준시료와 음성표준시료에도 실험을 수행하여 그 결과를 서로 비교하게 된다. 이렇게 반복적으로 수행된 실험의 해석은 대체로 그 결과를 평균하는 방식으로 이루어지지만, 여타의 실험 결과와 지나치게 동떨어졌다고 생각되는 실험 결과의 경우에는 실험 오차로 간주하여 제거하고 결과를 해석하기도 한다. 일반적으로 실험은 1회로 그치지 않고 2번, 3번 이상 반복하여 수행한다. 양성표준시료의 경우에는 이전의 실험을 통해 입증된, 그 효과가 확실한 실험을 가리키는 말이다. 음성표준시료의 경우에는 효과가 나타나지 않음이 확실한 실험이다. 양성표준시료가 필요한 이유는 설사 어떤 실험군도 효과를 나타내지 않더라도, 실험의 설계나 실험 환경 자체에는 문제가 없음을 보이기 위해서이다. 음성표준시료는 아무런 효과도 발생하지 않을 때 실험 결과가 어떠한 형태를 나타내는지를 알려준다. 실험 결과 분석에서는 종종 음성표준시료의 결과값만큼을 실험군의 결과값으로부터 소거하여 그 효과를 판단하기도 한다. 양성표준시료의 결과는 사분면 상에서 표준 곡선을 그리기도 한다.
실험 교육에서 주로 볼 수 있는 제어 실험의 예로는 단백질 분석이 있다. 이 실험에서 학생들은 미지의 양(학생들에게는)의 단백질이 포함된 유체 시료를 받는다. 그들은 주어진 유체 시료(일반적으로 '미지 시료'라고 부르는)를 가지고 제어 실험을 올바르게 수행하여 단백질의 농도를 구하는 작업을 하게 된다. 실험실에는 보통 포함된 단백질의 농도가 알려져 있는 표준 단백질 용액이 구비되어 있다. 학생들은 이 표준 용액을 희석하여 단백질의 비율을 다르게 한 여러 종류의 양성표준시료를 만들 수 있다. 음성표준시료의 경우에는 단백질만을 제외하고 유체 시료를 만드는 데 사용된 다른 모든 구성 재료를 똑같이 혼합하여 만들어 사용하게 된다. 이 실험에서, 모든 샘플은 2개 이상씩 중복하여 만든다. 이 시료는 비색법을 이용하여 분석할 수 있는데, 이는 분광 광도계가 단백질 분자와 염료 분자가 상호 작용하여 이루어진 복합체의 색채를 감지하여 시료에 내재된 단백질의 양을 감지할 수 있기 때문이다.
제어 실험은 실험의 모든 조건이 정확하게 통제되기 어려울 때 많이 행해진다. 이러한 경우, 확률적인 가능성의 면에서 동등한 2개 혹은 그 이상의 시료 그룹을 만드는 것으로 실험을 시작한다. 이것이 성립하려면, 동일한 실험적 처리 과정을 거쳤을 때 반응이 동일한 상태에서 일어나야 하고, 각각의 시료에 대한 측정이 서로 유사한 특징을 보여야 한다. 이러한 등가성은 각각의 시료 그룹에 포함된 개별적인 시료의 개수와 개별적인 시료 사이의 차이를 고려하여 통계적인 방법으로 판단할 수 있다. 개별 대상 사이의 차이가 거의 없고 시료군에 보통 수백만에 달하는 개체들이 포함되는 미생물학과 화학과 같은 영역에서는 용액을 잘게 나누어 똑같은 시료 그룹을 다수 만들고, 앞에서 언급한 통계적인 방법도 보통 우회적인 방식으로 사용한다.
이런 동등한 시료 그룹이 만들어지면, 실험자는 각각의 시료에 그 혹은 그녀가 차이를 두고자 하는 단 한가지의 조건-통제 변인-에만 변화를 주고 다른 모든 조건과 처리는 동등하게 유지한다. 인간을 대상으로 한 실험에서는 플라시보 효과와 같은 외적 변수를 막기 위해 특별한 안전책이 필요하다. 그런 실험에서는 주로 이중 맹검법을 이용하는데, 이중 맹검법이란 모든 실험 데이터가 모아질 때까지 실험을 피실험자와 실험자 모두 각각의 피실험자가 실험군에 속해있는지 대조군에 속해있는지를 알 수 없게 수행하는 방식을 가리키는 말이다. 이것은 실험 자원자 자신이 대해지는 방식 등을 통해 얻게 되는 지식의 영향 없이, 실험으로 나타나는 어떠한 효과도 실험 그 자체로 인한 것임을 확신할 수 있게 해 준다.
인체 실험에서는 특정한 자극에 피실험자가 보이는 반응을 기록하는 실험도 예가 될 수 있다. 이런 유형의 실험의 경우 다른 보편적인 과학에서의 실험방법과는 다르게 시험 방법대로 주어진 자극에 대한 반응을 측정하는 것을 그 목적으로 하게 된다.

### 자연 실험
자연 실험이란 관찰 연구의 일종으로 피실험자 혹은 실험체에게 연구 과제에 관한 처리가 우연적으로 행해지는 경우를 일컫는 말이다. 이는 피실험자 혹은 실험체에 연구 과제에서 의도하는 목적의 처리가 실험자에 의해서 혹은 무작위 추출 방식에 의해서 이루어지지 않는다는 것을 뜻한다. 자연 실험은 명확하게 정의된 모집단에 있어 큰 규모의, 그리고 명확하게 정의된(혹은 노출된) 처리에 의해 이에 대한 반응으로 변화가 일어났을 것이라고 충분히 추정 가능한 개연성이 있는 경우에 가장 유용하다. 자연 실험은 연구 설계 단계에서 제어 실험을 수행하기 어려울 것으로 판단되는 경우에 주로 고려되는 방식으로, 전염병학이나 경제학 분야에서 흔하게 쓰인다.
가장 유명한 자연 실험의 하나로는 1854년 영국 런던에서 있었던 '브로드웨이 콜레라 발발 사건'이 있다. 1854년 8월 31일에 런던 소호지역을 강타하여 이후 3일 동안 브로드 가 주변에 거주하던 127명의 사람들이 콜레라로 인해 죽은 사건이 그것인데 이 사건은 총 616명의 사망자를 내었다. 내과 의사 존 스노우는 사망자와 감염자들의 거주지를 표시하여 만든 지도를 이용하여 이 사건의 근원이 가장 가까운 곳에 위치하던 공공 수도 펌프였다는 것을 규명해 내었는데, 이 규명실험에서 스노우는 이 물의 사용과 콜레라의 발병 및 이에 의한 사망 사이에 강력한 관련성이 있음을 밝혀내었다. 스노우는 이 수도 펌프를 관리하는 상수도 회사가 템즈 강에 오수가 그대로 흘러들어가는 상태에서 이 오염원 투성이의 물을 충분히 정수 처리하지 않고 그대로 수도 펌프를 통해 공급한 결과 이런 비극이 발생하였음을 알아었다. 이는 오수가 강에 유입되는 지점보다 상류에 위치하는 지역에서 물을 끌어다 공급하는 다른 수도회사의 물을 사용한 이들의 경우 감염률이 극히 낮았다는 사실을 통해 뒷받침된다. 19세기 중반 런던의 상수도 시스템의 개발 및 보수에는 콜레라를 연구하는 과학자들이 참여하지 않는 상태였기 때문에, 이러한 사실이 밝혀진 것은 매우 우연적인 사건이었다. 따라서, 이 '브로드웨이 콜레라 발발 사건' 역시 자연 실험의 범주에 속하는 것으로 볼 수 있다.

### 현장 실험
현장 실험은 실험실 실험과 대조하기 위해서 붙여진 이름이다. 종종 사회 과학, 특히 교육과 건강 문제에 관한 개입에 대한 경제적인 분석에 관한 문제에서 주로 행해진다. 현장 실험은 이와 같은 경우에 특히 강한 이점을 지니는데, 왜냐 하면 현장 실험은 인위적으로 통제되는 실험실 실험에 비하여 결과가 자연적으로 도출되기 때문이다. 하지만, 자연 실험과 마찬가지로, 현장 실험은 실험 데이터가 오염될 위험성을 항상 수반한다. 반면 실험실 실험에서는 실험 조건들이 더욱 정확하고 분명하게 조절될 수 있다. 고고학적 실험, 사회과학적 실험 등이 대표적인 예가 될 수 있다.

## 실험 방법론의 역사

### 서양에서의 실험

#### 프란시스 베이컨
프란시스 베이컨은 17세기의 영국 철학자로 초기의 실험 과학 전반에 큰 영향을 끼친 인물이다. 그는 과학적인 문제에 대한 해답을 연역적인 방법으로 구하는 것을 반대하였으며, 이를 다음과 같이 표현하였다: "질문에 대한 결론을 스스로가 원하는 대로 결정지어놓고, 그 자신의 견해에 적합한 방향으로 왜곡한 경험에 의지하는데,이는 마치 행렬에 끌려가는 포로를 대우하는 것과 같다." 베이컨은 반복적인 관측에 의거한 방법론, 혹은 실험이라 부를 만한 것의 필요성을 주장하였다.
그는 오늘날에 통용되는 과학적 방법론의 개념을 최초로 주장한 저명 인사라 할 수 있다.

여기 하나의 경험이 있다. 이것이 만약 우연히 발생한 것이라면, 사고이고, 의도적으로 이루어졌다면, 실험이다. 진정한 경험적 방법론이란 우선 초에 불을 밝히고[가설], 그리고 나서 촛불로 앞길을 살피는 방식[실험의 범위를 정하고 준비하는 것]과 같다: 서투르거나 변덕스러운 솜씨가 아닌, 철저하게 규율되고 정리된 경험으로 시작되어, 이로부터 원리[이론]을 이끌어 내고, 이렇게 세워진 원리들로부터 다시 새로운 실험이 설계된다. - 프랜시스 베이컨. Novum Organum. 1620.

만약 천문학 연구처럼 문제 자체나 주위 여건이 제어 실험을 허락하지 않는 상황이라면, 관찰 연구가 유용할 수 있다. 한 예로, 티코 브라헤는 주의 깊은 관측을 통하여 시간에 따른 별과 행성들의 위치를 구하고 이를 기록하였다. 브라헤가 사망한 후에, 그의 관측 기록들은 그때까지의 공인된 이론이었던 프톨레마이오스의 이론을 뛰어넘은 요하네스 케플러의 '행성 운동의 법칙' 발견에 큰 기여를 하였다.
이후의 세기들에서, 다양한 분야에서 과학적 방법론을 적용한 사람들에 의해 중요한 진보와 발견들이 이루어졌다. 우선 갈릴레오 갈릴레이가 정확한 시간 측정과 실험을 통하여 자유 낙하하는 물체의 속도에 관한 올바른 측정과 결론을 이끌어냈다. 18세기 후반에 활동한 프랑스 화학자인 앙투안 라부아지에는 실험을 통하여 연소, 생화학, 질량 보존의 법칙의 발견과 같은 새로운 영역의 연구를 수행하였다. 19세기에는 과학적 방법론을 이용하여 루이 파스퇴르가 당시의 유력한 이론이었던 자연 발생설을 반증하고, '질병에 관한 세균 이론'을 주창하였다.

#### 갈릴레오 갈릴레이
갈릴레오 갈릴레이(1564-1642)는 이탈리아의 자연 철학자(혹은 과학자)로, 다양한 주제에 관하여 정량적인 실험을 수행하였다. 몇 가지의 서로 다른 방법을 이용하여, 갈릴레이는 시간을 정확하게 측정하는 것이 가능했다. 이전까지, 대부분의 자연 철학자들은 낙하하는 물체의 운동을 묘사하는 데에 거리와 유클리드 이래로 전해져 온 기하학적인 방법을 이용하였다.갈릴레오 자신도 실험 결과를 설명하는 데 기하학적인 방법을 이용하였다. 갈릴레이의 성공은 치밀하게 설계된 실험과 실험 장비 외에도 새로운 분야의 수학의 발달에 힘입은 것이었다. 새로운 분야의 수학-대수학-이 이 무렵에 등장한 것이다. 대수학은 이전까지 단순한 형태였던 산술적인 연산 분야를 기하학적인 문제들에 맞먹을 만큼 복잡하고 정교한 수준으로 끌어올렸다. 대수학의 발전 덕택에 갈릴레이와 같은 과학자 - 이후 뉴턴, 맥스웰, 아인슈타인으로까지 이어지는 - 들의 성과를 수식으로 간단하게 표기할 수 있게 되었다. 이러한 수식들은 정확하고 모순되지 않게 물리적인 관계를 설명하였다.
이러한 특징이 드러나는 좋은 예가 '공과 비탈 실험'이다. 이 실험에서 갈릴레이는 경사진 평면과 무게가 서로 다른 몇 개의 철구를 이용하였다. 자신의 실험 설계대로, 갈릴레이는 철구가 표시된 특정 위치를 지나는 시간을 측정하여, 합리적인 정확도로 낙하 운동의 속도를 느리게 하여 기록할 수 있었다. 갈릴레이는 물체의 낙하 속도가 무게에 따라 달라진다는 아리스토텔레스의 주장을 반증하였다. 아리스토텔레스의 낙하 운동 이론에 따르면, 무거운 철구가 가벼운 철구보다 더 빨리 땅으로 떨어져야 했다. 반면, 갈릴레이의 가설은 두 공이 같은 거리만큼 낙하하여 땅에 떨어지기까지의 시간은 동일하다는 것이었다.
갈릴레이와는 다르게, 그와 같은 시대의 대부분의 사람들은 물체의 낙하 시간과 같은 짧은 시간 간격을 정확하게 측정할 수 없었다. 갈릴레이는 이러한 짧은 시간 간격을 측정할 수 있는 펄시로곤(pulsilogon)이라는 장치를 발명하였다. 이것은 진자를 이용하여 시간을 측정하는 장치였다. 진자의 주기는 사람의 맥박에 맞추어져 있었다. 그는 이 장치를 이용하여 철구들이 그가 경사면에 표시해 놓은 위치를 지나는 데 걸리는 시간을 측정하였다. 그는 측정을 통해 철구의 무게와 상관없이 그것들이 경사면의 제일 끝까지 떨어지는 데 걸리는 시간은 동일하다는 것과 낙하 거리와 낙하 시간의 제곱 사이에 비례 관계가 성립함을 발견하였다. 나중에 과학자들은 갈릴레이의 성과를 '물체의 자유 낙하 운동에 관한 수식'으로 정리하였다.
| 중력 가속도(~9.8m/s2)가 g로 나타낼 때, 자유 낙하하는 물체의 낙하하는 거리 d는 다음과 같다: | {\displaystyle \ d={\frac {1}{2}}gt^{2}} |

이러한 결과는 무게가 서로 다른 물체들이라도 낙하 속도는 동일하다는 갈릴레이의 가설을 뒷받침하는데, 그 이유는 이것들에 작용하는 중력 가속도 자체의 크기는 동일하기 때문이다.

#### 앙투안 라부아지에
앙투안 라부아지에(1743-1794)는 '근대 화학의 아버지'라고도 불리는 프랑스의 화학자이다. 그의 실험들은 최초의 진정한 의미에서 정량적인 화학 실험의 범주에 들어간다. 그는 화학 반응에서 물질의 상태가 변화하더라도, 모든 화학 반응에서 물질의 질량은 반응 전과 반응 후 사이에 어떤 변화도 존재하지 않는다는 것을 보였다. 한 실험에서, 그는 공기 중에서 황과 인을 연소시켜 그가 이전에 내린 결론(질량 보존의 법칙)을 만족하는지 확인하였다. 그러나 이 실험에서 그는 실험에 의해 생긴 반응의 결과물이 원래의 황과 인보다 무겁다는 실험 결과를 얻었다. 그는 재실험을 하기로 결정하였고, 이번에는 주위의 대기의 무게까지 측정하였다. 그는 반응 후 줄어든 공기의 질량만큼 황과 인의 반응 결과물의 질량이 증가하였다는 사실을 확인하였다. 이 실험 결과는 그의 질량 보존의 법칙을 더욱 뒷받침하는 것이었다.
라부아지에가 했던 실험 중 일부는 호흡과 연소의 작용과 관련이 있다. 라부아지에의 가설은 호흡과 연소가 본질적으로는 같은 반응이라는 것으로, 호흡의 매 단계마다 연소 작용이 일어난다는 것이었다. 그는 피에르시몽 라플라스와 함께 작업하면서 연소 혹은 호흡 과정 중에 외부로 방출되는 열을 측정할 수 있는 기구인 얼음 열량계를 설계하였다. 이 장치는 크게 세 부분으로 나눌 수 있는데, 우선 중심부는 열원을 붙들어 고정시키는 역할을 한다. 이 실험에서 '열원'의 역할을 한 것은 기니피그와 불타는 숯조각이었다. 가운데 부분에는 일정량의 얼음이 들어있어 열원의 열을 식히는 역할을 한다. 가장 바깥쪽 부분은 열을 차단하기 위해서 눈으로 가득 채웠다. 다음으로 라부아지에는 이 장치에 가둬 넣어진 기니피그 한 마리가 내뿜는 이산화탄소와 열의 양을 측정하였다. 그 다음에는 열량계 내에서 불타는 숯조각이 내뿜는 이산화탄소와 열의 양을 측정하였다. 그는 이 사실들로부터 호흡이 사실 느리게 일어나는 연소 작용이라고 결론지었다. 또한 그는 정확한 측정을 통해 이러한 과정에서 방출되는 이산화탄소와 열이 동일한 상수들의 비로 나타내어짐을 발견하였다. 그는 224그레인의 '고정 공기(이산화탄소)'에 대해 열량계의 얼음이 13온스만큼 융해하였음을 확인하였다. 그레인 단위와 13온스의 얼음이 융해하는데 드는 에너지의 양을 환산해 보면, 라부아지에의 열량계를 이용한 실험에서 탄소의 연소 혹은 호흡 작용에 의해 2.02kcal만큼의 에너지가 발생하였음을 계산해 낼 수 있다. 이는 현대에 이루어진 탄소 연소 실험을 통해 구한 값인 2.13kcal/g과 비교해보아도 차이가 거의 없는 값이다. 라부아지에와 라플라스는 이러한 느린 연소 반응-그들(라부아지에와 라플라스)은 이 현상이 폐에서 일어날 것이라고 추측했다-이야말로 동물의 체열이 주변의 온도에 비해 높은 당혹스러운 현상의 원인이라고 주장하였다. 라부아지에의 결론은 다음과 같다. "Lla respiration est donc une combustion." 이는 촛불이 타는 현상과 마찬가지로, 호흡 작용에 의한 가스의 교환도 연소라는 것이다.
라부아지에는 최초로 실험을 통하여 화학 반응에서 질량 보존의 법칙이 성립한다고 결론내렸다. 그의 가설은 반응물들의 질량의 합이 화학 반응 후의 생성물들의 질량의 합과 동일하다는 것이었다. 그는 이를 위해 포도주의 발효를 실험하였는데, 먼저 당 안의 수소, 산소, 탄소의 양을 구하였다. 그는 일정한 무게의 당에 정해진 양의 이스트와 물을 섞고, 이 혼합물을 발효시켰다. 라부아지에는 발효 반응이 일어나면서 생성된 탄산가스와 물의 질량을 측정하고, 나머지 용액의 무게 역시 측정하였는데, 이 나머지 용액의 경우는 구성 물질을 기초적인 단계까지 분리하고 분석하였다. 이 방법으로 그는 한 쌍의 실험 교란 요소를 통제할 수 있었다. 그는 발효 중에 배출된 탄산가스와 수증기를 포획하여 마지막 측정을 가능한 한 정확하게 할 수 있었다. 라부아지에는 이를 통해 반응물들의 질량의 총합은 실험의 생성물들과 잔여물들의 질량을 모두 합한 것과 같다는 결론을 내렸다. 거기에 더해서, 그는 각각의 성분들의 질량도 화학 반응 이전과 이후에 모두 일정함을 보였다. 비슷한 방식으로, 그는 실험을 통해 연소 이전의 반응물의 질량의 총합과 연소 반응이 일어난 이후 생성물의 질량의 총합이 같음을 시연하였다.

#### 루이 파스퇴르
'미생물학과 면역학의 아버지'로 여겨지는 루이 파스퇴르(1822-1895)는 19세기의 프랑스 생물학자이다. 그는 실험을 통해 병원체가 자연 발생하지 않으며, 생존과 증식을 위해 적절한 환경이 필요한 생물체임을 보였다. 이 발견으로부터, 그는 치킨 콜레라, 탄저병, 광견병의 백신 개발을 위해 실험하였다. 또한 음식에 들어 있는 박테리아를 죽이는 방법(저온 살균법)을 개발하였다. 그의 연구 성과는 또한 그를 외과 수술에 있어서 소독 처리의 대변자(영국의 외과 의사 조셉 리스터와 함께)로 만들었다. 그 당시까지만 해도 대부분의 과학자들은 미생물들이 무생물로부터 저절로 생겨난다는 자연 발생설을 따르고 있었다.
파스퇴르가 미생물들을 현미경으로 직접 관찰한 결과는 그로 하여금 자연 발생설을 의심하게 하였다. 그는 이를 시험하기 위해 실험을 하나 설계하였다. 그의 가설은 생명이 없는 곳에서 저절로 생명이 생겨날 수는 없다는 것이었다. 그는 실험을 교란시킬 수 있는 요인들을 가능한 한 배제하고자 하였다. 예를 들자면, 그는 실험을 위해 고기 국물을 담은 플라스크에 어떤 종류의 생명, 심지어는 단 하나의 미생물조차 없다는 확신을 구하고자 했다. 그래서 그는 그가 플라스크 안에 들어 있었을 지 모르는 미생물들이 모두 박멸되었다는 확신을 얻을 때까지 고기 국물을 가열했다. 파스퇴르는 또한 실험을 위해 플라스크 내부의 공기가 외부의 공기와 계속 접촉하면서도 외부의 미생물들이 내부로 들어갈 가능성은 차단하고자 했다. 그의 실험 동료가 플라스크의 목을 S자로 꺾을 것을 제안했는데, 이를 통해 먼지(파스퇴르가 미생물들이 포함되어 있을 것이라고 추측한)는 첫 번째 커브의 바닥에 가라앉으면서도, 공기는 자유롭게 드나들 수 있게 하였다.
그러므로, 만약 박테리아가 정말로 자연 발생이 가능하다면, 며칠이 지난 후에 플라스크에서 박테리아가 관찰되어야 했다. 자연 발생이 일어나지 않는다면, 실험 플라스크의 내부는 생명이 발견되지 않는 상태 그대로일 것이었다. 마침내, 그 실험은 완벽하게 성공적으로 끝났다. 플라스크의 고기 국물 안에서는 단 하나의 미생물도 발견되지 않았다. 그리고 나서 파스퇴르는 실험에 쓰인 고기 국물이 공기 중의 (미생물을 포함한) 먼지와 접촉하게 하였다. 며칠 만에 고기 국물은 안에서 자라난 수백만에 달하는 미생물들로 빽빽하게 들어찼다. 그 후 2년 동안, 그는 이 실험 결과가 옳다는 확신을 얻기 위해 실험 조건과 장소를 변경해 감가면서 실험을 반복하였다. 이 과정을 통해 파스퇴르는 자연 발생은 일어나지 않는다는 자신의 가설을 더욱 강하게 뒷받침할 수 있었다. 그의 가설을 증명하는 이러한 실험 결과와 다양한 종류의 질병 치료와 예방에 있어서 그가 일구어낸 성과에도 불구하고, 자연 발생에 관한 대중적인 오인을 수정하는 작업은 느리고 힘들게 이루어졌다.
파스퇴르 자신이 특정한 문제들을 해결하고자 하면서, 파스퇴르의 일부 개념은 그가 한 실험의 결과에 의해 수정되었는데, 그 예로 1865년에 프랑스 누에 산업에 파괴적인 영향을 미친 질병의 원인을 찾도록 부탁받은 일을 들 수 있다. 약 1년 간 부지런히 연구한 끝에, 그는 문제를 일으키는 미생물을 찾아 낼 수 있었고, 이를 바탕으로 누에 사육에 관해 조언하였다. 하지만 그가 그 자신의 충고를 직접 시험하여 보았을 때, 그는 질병이 여전히 사라지지 않는다는 것을 발견했다. 후에 그는 그 자신의 판단은 옳았지만 불완전하다는 것을 알아냈다 - 문제를 일으키는 미생물이 두 종류였던 것이다. 그가 완벽한 해결책을 찾아내기까지 2년의 시간이 추가로 소요되었다.

## 관측실험
관측실험은 상기의 실험들과 달리 여러 변인들을 수정해가면서 일정한 법칙을 찾는 것이 아니라 이미 일어난 현상을 그저 관측하며 수많은 데이터를 모아 이 데이터들 간의 법칙성을 찾는 것을 그 목적으로 한다. 사회과학의 여러 통계들, 천문학, 몇몇 생물학이 이에 포함되며 심지어 현대물리에서의 입자간 충돌 실험도 관측실험에 포함된다고 볼 수 있다.

### 천문학
티코 브라헤(1546-1601)은 유럽의 초기 관측 천문학자였다. 별과 행성의 위치와 운행에 관한 브라헤의 기록은 그 정확도와 양, 두 가지 측면에서 모두 주목할 만 했다. 그의 관측은 전임자나 동시대의 그 누구보다도 정확했다. 덴마크의 프리드릭 2세에게 관측소의 운영 자금을 지원받으며, 브라헤는 그 시대까지 있어서 최대 규모의 관측 기구를 건설하였다. 이러한 기구의 큰 규모 덕택에, 브라헤는 0.1도 단위까지 정확하게 각도를 측정할 수 있었다. 이것은 그 이전까지의 어떤 관측보다도 정확한 것으로, 인간이 육안으로 관찰할 수 있는 한계에 근접한 것이었다. 이 방식으로, 브라헤는 실험실에 그가 관찰한 별과 행성의 위치대로 모형을 설치할 수 있었다.
브라헤 자신은 코페르니쿠스의 우주관을 믿지 않았고, 대신 태양과 달은 지구를 중심으로 하여 공전하고, 다른 행성들은 태양을 중심으로 하여 공전하는 우주 구조를 제시하였다. 그의 우주관은 기존 우주관에 불만을 느꼈지만 지구가 움직인다는 사실을 받아들이는 데에는 저항감을 느낀 천문학자들에게 안정적인 자리를 제공하였다. 이 모델은 1616년 로마 교황청이 공식적으로 태양 중심 우주 구조가 철학과 성서의 가르침 모두에 반하는 것이며, 사실과는 무관하게 연산상의 편의를 위한 목적으로만 태양 중심 우주 구조를 논의할 수 있다고 결론내린 뒤로 더 많은 추종자를 확보하였다. 그의 체계는 또한 중요한 혁신을 포함하였다: 그 때까지 지구 중심 모델과 코페르니쿠스가 주장한 태양 중심 모델은 모두 회전하는 투명한 수정구 위에 행성들이 붙어서 운동한다는 생각을 따르고 있었지만, 브라헤는 이러한 '구'를 완전히 제거하였다.
요하네스 케플러(1571-1630)는 브라헤의 정밀한 관측을 토대로 화성의 공전 궤도의 형태를 밝혀 내었다. 그의 첫 번째 가설은 '행성의 공전 궤도는 원이다'라는 것이었다. 4년간 70여개의 서로 다른 원과 주전원을 조사하고 시험해 보면서, 케플러는 화성의 공전 궤도를 설명할 수 있는 모양을 고안해 냈다. 그러나 그가 사용한 모델의 정확도는 고작 0.13도 수준이었다. 케플러는 브라헤의 관측이 공전 궤도의 모양을 구하는 데 있어서 이보다 더욱 정확할 것이라는 걸 알고 있었다. 케플러는 결국 몇 종류의 타원 궤도를 시험해 보기로 하였다. 이는 공전 궤도 상에서 행성의 운동 속도가 위치에 따라 변화한다는 의미를 함축했다. 9년 뒤에 그는 관측된 화성의 이동 경로를 만족하는 타원 궤도를 찾아내었다. 그는 또한 화성만 이러한 궤도를 도는 것이 아니라, 브라헤가 관측한 모든 행성들이 타원 궤도를 따라 운동함을 밝혀 내었다.

### 생물학
베이컨의 정의에 의하면, 관측 실험을 실험이라고 보기에는 무리가 있다. 거기다가, 생물학상에서 관측 실험은 정량화하거나 조절하기 어려운 변수들을 포함한다. 그럼에도 불구하고, 관측 실험이 행해지는 이유는 때때로 베이컨의 정의를 만족하는 실험을 수행하기 매우 어렵거나(비용이 많이 들거나, 시간이 너무 오래 걸리는 문제로), 사람 혹은 동물을 대상으로 실험하기에는 비윤리적이기 때문이다. 이러한 경우 관측 실험은 무작위적 실험이나 자연적인 정보의 수집으로 시험할 수 있는 가설을 제공한다는 점에서 그 의의를 찾아볼 수 있다.
심리학 연구나 건강 진단과 같이 인간 피실험자를 대상으로 한 요법에서, 표준적인 수준 이하의 치료법을 환자들에게 제공하는 것은 비윤리적인 짓이다. 그러므로, 윤리적인 문제를 담당하는 기관에서는 일반적인 경우에 최소한 새 치료법이 이전까지 쓰이던 최고의 치료법 못지 않은 장점들을 지니고 있다는 것이 확인될 때까지 환자를 대상으로 한 임상 치료를 중지시켜야 한다. 또한 '비소의 섭취가 인간의 건강에 끼치는 영향'과 같은 표준 이하의, 혹은 해로운 처방의 효과에 관한 무작위 실험도 비윤리적이고 종종 불법이다. 그렇게 노출되는 경우 어떤 일들이 일어나는지 알기 위해, 과학자들은 관측 실험을 이용한다.
무작위 실험의 특성을 일부 갖추지 못하였기 때문에, 관측 실험의 효과는 제한되어 있다. 무작위 실험에서, 실험 프로토콜에 이미 정해진 무작위를 취하는 방법에 따라 이를 통계적으로 분석하게 되는데, 대체로 이 방법 역시 실험 프로토콜에 정해져 있다. 객관적인 무작위 현상을 반영하는 통계 모델이 없다면, 통계 분석은 주관적인 모델에 의존하게 된다. 주관적인 모델에 의거한 추측은 이론이나 반복 검증의 면에서 신뢰할 수 없다. 사실, 충분히 조심스럽게 실시된 관측 실험도 일관되게 틀린 결과를 나타내는 경우가 있는데, 이런 것이 발견되는 경우는 다른 관측 실험의 결과와 모순되거나 또한 다른 일반적인 실험의 결과와 다른 경우이다. 예를 들어, 대장암에 대한 전염병학적인 관측 실험에 따르면 브로콜리 섭취는 대장암 치료에 긍정적인 영향을 미치지만, 일반적인 실험에서는 그러한 특징이 발견되지 않는다.
특히 인간 피실험자와 관련해서 관측 실험에서 문제가 되는 것은 치료법들(혹은 특정 물질에의 노출) 사이를 공정하게 비교하기 어렵다는 것이다. 왜냐 하면, 이러한 연구에는 선택 편의가 나타나는 경향이 있고, 서로 다른 종류의 치료를 받는 집단들은 그들의 공변량(나이, 키, 몸무게, 약물 치료, 영양 상태, 인종, 가족의 병력)에 따라 매우 다른 결과를 나타낼 수 있기 때문이다. 반대로, 무작위 선택에 따르면 각각의 공변량이 유사할 경우, 각각의 집단이 나타내는 실험 결과 역시 유사하게 된다. 어떠한 무작위 실험에서도, 물론 평균을 벗어나는 실험값의 존재가 예상되지만, 무작위 선택은 실험 집단 사이에 유사한 평균 값이 나올 것이 중심 극한 정리와 마르코브 불균형(Markov's inequality)에 따르면 자명함을 보장한다. 낮은 정도의 무작위 상태에서, 치료 대상 집단 혹은 노출 대상 집단 사이의 공변량의 조직적인 변화는 다른 공변량에 의한 효과와 치료(혹은 노출)에 의한 효과를 구분하는 것을 어렵게 하고, 대부분은 측정되지 않는다. 이러한 자료를 분석하기 위한 수학적인 모델은 각각의 서로 다른 공변량을 고려해야 하고(측정 된다면), 만약 이러한 공변량이 무작위화되어 있지 않거나 모델에 포함되어 있지 않다면 실험 결과는 의미 없는 자료가 될 것이다.
실험이 거의 쓸모없어지는 이러한 상태를 피하기 위해서, 내과적 치료(FDA 인증 등을 위한)를 시도하는 내과 의사들은 확인 가능한 공변량을 전부 정량화 혹은 무작위화 한다. 연구자들은 많은 양의 실험대상과 공변량에 대한 방대한 영역의 정보가 필요한 PSM(Propensity Score Matching)과 같은 복잡한 통계적인 방법을 이용하여 관측 실험에 있어서의 편견을 최대한 배제하고자 노력한다. 결과 역시 가능한 한 정량화되고(뼈의 밀도, 피 속의 특정 세포나 물질의 양, 물리적인 힘이나 지구력, 기타 등등), 피실험자나 전문적인 관측자의 의견에 의존하는 일이 없도록 한다. 이러한 방법으로, 관측 실험은 그 결과를 더욱 객관적으로 평가할 수 있고, 따라서 더욱 설득력을 지니게 된다.

### 기타
통계학에서 실험이란 어떤 현상을 관측하는 과정을 의미한다. 이때 현상을 관측하기 위한 시행을 모은 것을 실험이라고 한다. 이런 실험을 행하는 것을 시행이라고 하며 실험이 같은 조건하에서 계속 시행될 수 있어야 한다고 본다.

## 같이 보기
- 시험
- 관찰
- 측정